# Lithogenes wahari
O Lithogenes wahari é uma espécie de bagre descoberta na Venezuela em 2009.